# Cástor Oswaldo Azuaje Pérez

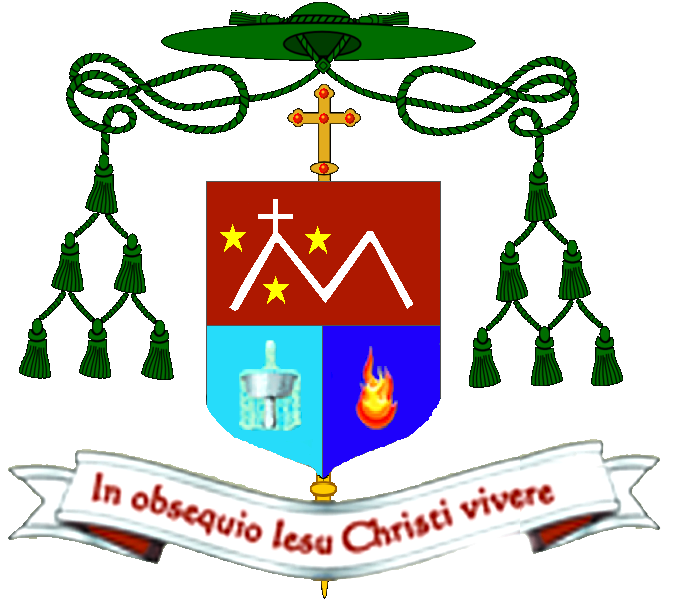
Bischofswappen von Cástor Oswaldo Azuaje Pérez

Cástor Oswaldo Azuaje Pérez OCD (* 19. Oktober 1951 in Maracaibo; † 8. Januar 2021 in Valera) war ein venezolanischer Ordensgeistlicher und römisch-katholischer Bischof von Trujillo.

## Leben
Cástor Oswaldo Azuaje Pérez trat der Ordensgemeinschaft der Unbeschuhten Karmeliten bei und absolvierte sein Noviziat im Desierto de las Palmas in der spanischen Provinz Castellón. Er studierte Philosophie am Seminar San Carlos Borromeo von Saragossa, an der Ordenshochschule der Kapuziner und am damaligen Seminar des Erzbistums Saragossa. Sein Theologiestudium absolvierte er von 1971 bis 1972 im Karmelitenkloster Stella Maris in Haifa, Israel, und von 1972 bis 1975 am Teresianum in Rom. Er legte am 31. August 1974 die Profess ab und empfing am 25. Dezember 1975 die Priesterweihe durch den Erzbischof von Mérida, Angel Pérez Cisneros. Er spezialisierte sich anschließend auf Moraltheologie an der römischen Alfonsiana und schloss sein Studium 1978 ab.
Von 1978 bis 1984 lebte er in Costa Rica, wo er in der Novizenausbildung seines Ordens tätig war. Er lehrte am Interdiözesanseminar von San José und am Theological Institute Intercongregational of Central America (ITAC). Zudem war er Sekretär der Ordensleutekonferenz CONCOR und Direktor des Theologischen Magazins Senderos.
Nach seiner Rückkehr nach Venezuela war er Ausbilder der Ordenspostulanten und war ab 1984 als Professor am Seminario Divina Pastora in Barquisimeto tätig. Zudem war er Präsident der regionalen Sektion der CONVER-Conferencia Venezolana de Religiosas y Religiosos und Provinzdelegierter der Unbeschuhten Karmeliten (OCD) von Venezuela von 1987 bis 1990 in Barquisimeto, anschließend von 1990 bis  1993 Provinzdelegierter und Ausbilder seines Ordens in Caracas. Er unterrichtete am Instituto de Teología para Religiosos (ITER) in Caracas und am San Buena Aventura Seminar in Mérida. Von 1999 bis 2003 war er Präsident der regionalen CONVER-Konferenz in Mérida.
1993 wurde er Superior seiner Ordensgemeinschaft in Mérida. Von 1996 bis Juli 1999 und von 2002 bis 2005 war er Provinzial der Unbeschuhten Karmeliten in Venezuela. 1998 erfolgte die Ernennung zum Bischofsvikar für das geweihte Leben im Erzbistum Mérida. Von 1994 bis 2003 war er Mitglied der Lateinamerikanischen Kommission der Karmeliterorden.
Papst Benedikt XVI. ernannte ihn am 30. Juni 2007 zum Titularbischof von Vertara und Weihbischof in Maracaibo. Der Erzbischof von Maracaibo, Ubaldo Ramón Santana Sequera FMI, spendete ihm am 31. August desselben Jahres die Bischofsweihe; Mitkonsekratoren waren Baltazar Enrique Porras Cardozo, Erzbischof von Mérida, und Erzbischof Giacinto Berloco, Apostolischer Nuntius in Venezuela.  
Am 3. April 2012 wurde Cástor Oswaldo Azuaje Pérez von Papst Benedikt XVI. zum Bischof von Trujillo ernannt. Azuaje Pérez starb im Januar 2021 an den Folgen von COVID-19.